# إنديانابوليس 500 سنة 1998
سباق إنديانا بوليس -500 ميل 1998 أقيم في حلبة إنديانابوليس موتور سبيدواي في 24 مايو 1998 وفاز في السباق إدي شيفر من فريق شيفر راسينغ بمتوسط سرعة 145.155 ميل/س (234 كم/س).
وكان أول المنطلقين بيلي بوت بسرعة 223.503 ميل/س (360 كم/س).